# Col de Spandelles

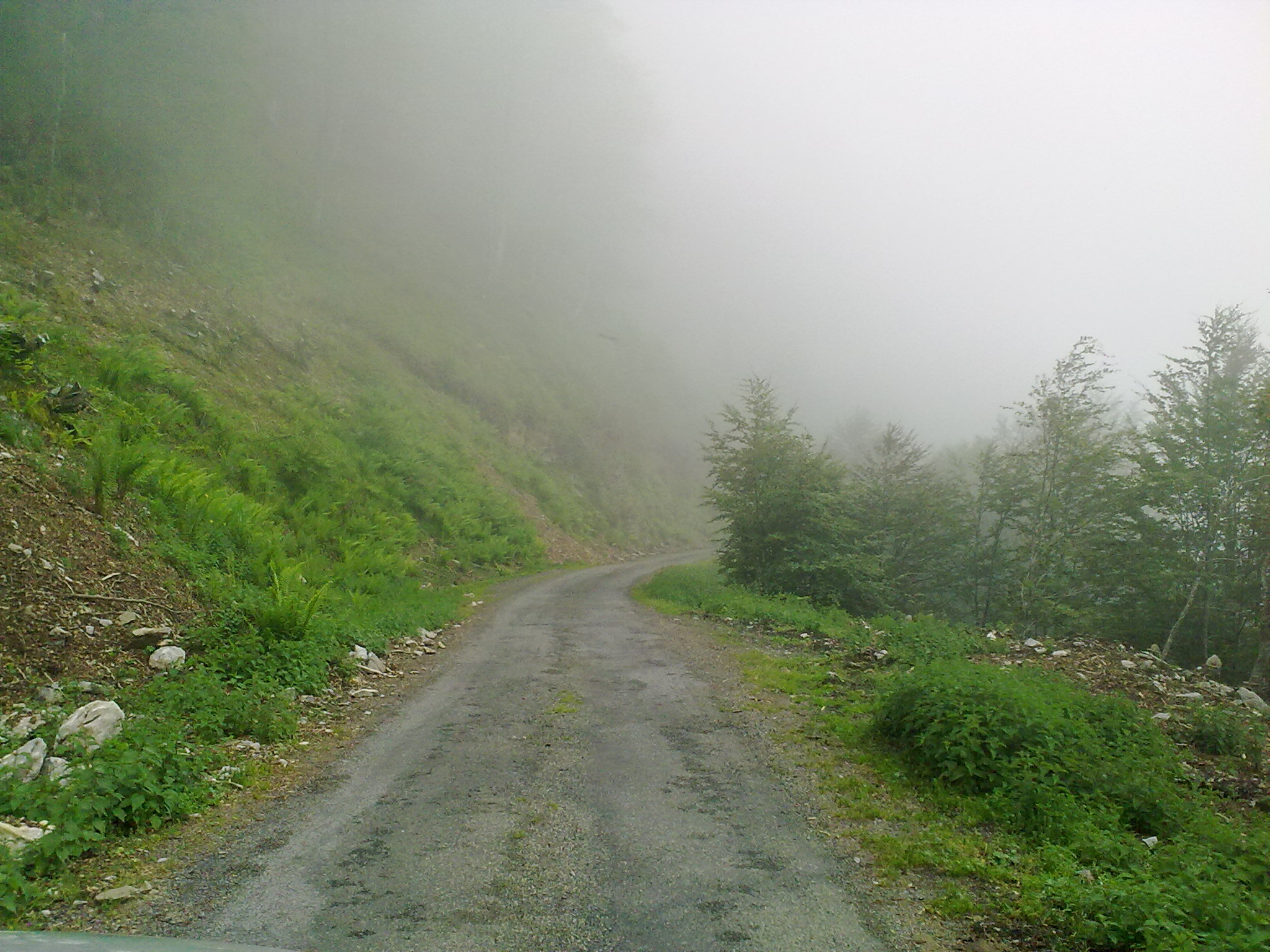
De flanken van de Col de Spandelles in 2010

De Col de Spandelles is een bergpas in de Franse Pyreneeën in het Massif du Granquet. De pas loopt van oost naar west tussen de toppen van de Soum de Granquet (1881 m) in het noorden en de Pic de Bazès (1804 m) in het zuiden. De bergpas in het departement Hautes-Pyrénées ligt op de weg die Arthez-d'Asson met Argelès-Gazost verbindt.  Het alternatief voor de bergpas in de verbinding tussen deze twee dorpen is een omweg langs Lourdes.
De smalle verbindingsweg, sinds 2020 aangeduid als route départementale 602 (D602), was eeuwenlang een onverharde bosweg, die nadien een upgrade met verharding kreeg als gemeentelijke weg.  Pas op 10 april 2020 kreeg de verbinding de status van een Route Departementale, en werd de verbinding verhard met een asfaltlaag met korrelige coating, met het oog op de passage van de Ronde van Frankrijk.
In de wielersport werd de pas een eerste maal opgenomen in de derde etappe van de Route du Sud 2012. In de ronde van Frankrijk is de pas een eerste maal opgenomen in 2022.
Bij beide wedstrijden wordt de westzijde beklommen, tot de pashoogte van 1.378 meter.  In de Tour de France is de bergpas vanop de westflank geklasseerd als pas van eerste categorie.
Eersten op de top van de Col de Spandelles in de Ronde van Frankrijk
- 2022, 18e etappe :  Wout van Aert